# When You Trap a Tiger
When You Trap a Tiger – powieść dla dzieci amerykańskiej pisarki pochodzenia koreańskiego Tae Keller, po raz pierwszy wydana 28 stycznia 2020 r. na terenie Stanów Zjednoczonych nakładem wydawnictwa Random House. Powieść przedstawia historię Lily, dziewczyny o mieszanym pochodzeniu, która dowiaduje się o swoim dziedzictwie kulturowym, gdy jej rodzina przeprowadza się do koreańskiej babci. Powieść otrzymała Medal Johna Newbery’ego i Asian/Pacific American Award w kategorii Children’s Literature.

## Fabuła
„When You Trap a Tiger” to historia o rodzinie, miłości i stracie, która pokazuje, jak dzieci radzą sobie z trudnymi emocjami. Lily i jej siostra Sam przeprowadzają się do babci, Halmoni (słowo oznaczające babcię w języku koreańskim), w stanie Waszyngton. Lily zauważa tajemniczego tygrysa, który jest powiązany z koreańskimi opowieściami Halmoni. Okazuje się, że ta ukrywa swój smutek, a tygrys chce odzyskać skradzione historie. Lily próbuje złapać zwierzą, aby pomóc babci, a w tym celu nawiązuje przyjaźń z ekscentrycznym chłopcem. Ostatecznie, ujawniając historie, Halmoni odzyskuje spokój, a rodzina staje się bliższa.